# 洛佩兹·罗蒙

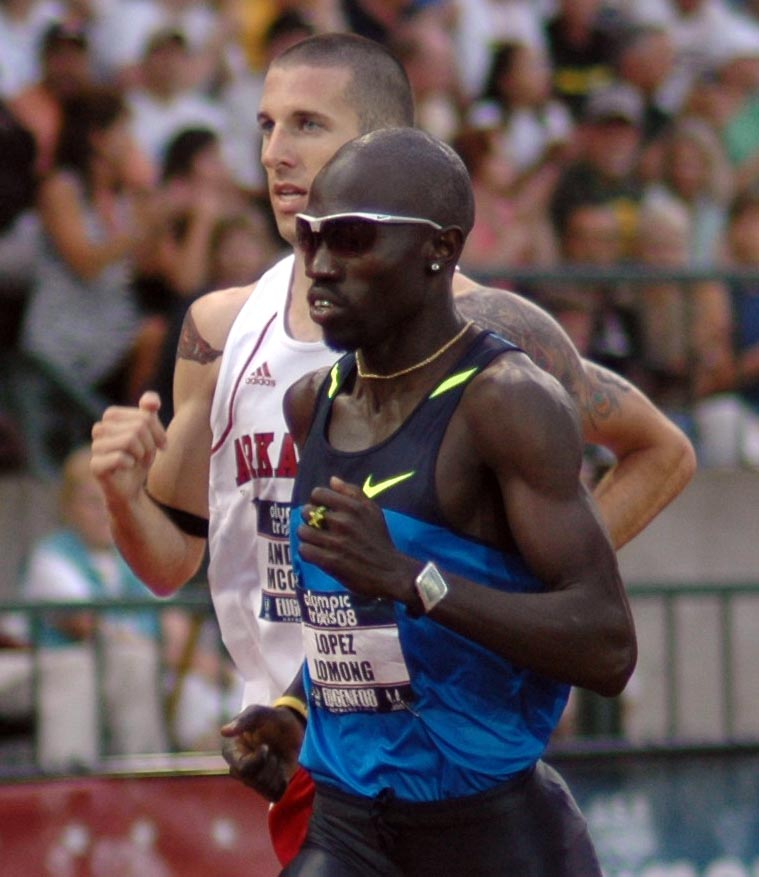
2008年美国奥运代表团选拔赛上的洛佩兹·罗蒙

洛佩兹·罗蒙，OLY（Lopez Lomong，1985年1月5日—）是一名出生于南苏丹的美国田径运动员。他作为苏丹的迷途男孩之一于16岁时来到美国，2007年归化为美国公民。他作为美国代表团旗手参加了2008年北京奥运会开幕式。

## 生平

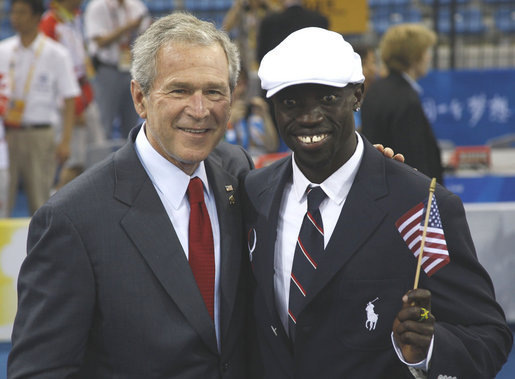
2008年北京奥运会开幕式上卢蒙与时任美国总统乔治·沃克·布什合影

罗蒙出生于南苏丹卡波埃塔州的一个布亚人村庄。他是第二次苏丹内战的受害者之一。6岁时，他在参加一次天主教弥撒时被人绑架。他的家人当时认为他已经死亡，在其下落不明的情况下为他举行了葬礼。他在被囚期间曾濒临死亡，后来获同村村民的营救而得已逃脱。他与另外三个难民历经三天逃难，最终离开南苏丹，抵达肯尼亚境内。此后，他在肯尼亚东北部图尔卡纳郡卡库马的一座难民营度过了十年，最终得以移民美国。他在难民营时的昵称是“洛佩兹”，他后来便以此作为正式名字。在难民营期间，他曾在电视转播上看到了参加2000年悉尼奥运会的美国田径运动员迈克尔·约翰逊。受到约翰逊的激励，他立志同样要成为一名田径运动员。
卢蒙是苏丹的迷途男孩之一。2001年，美国的罗伯特和芭芭拉·罗杰斯夫妇收养了卢蒙，他得以移民美国，并定居在纽约州锡拉丘兹附近。罗杰斯一家后来还陆续帮助了其他许多苏丹难民。卢蒙曾读于纽约州塔利高级中学，并参加了学校的越野和田径队。高中毕业后，他短暂就读于诺福克州立大学，后来代表北亚利桑那大学参赛。2007年，他先后夺得NCAA第一级别3000米室内冠军与1500米室外冠军。2007年7月6日，他正式归化为美国公民。次年，他代表美国参加了2008年北京奥运会男子1500米比赛，并在开幕式上作为美国代表团的旗手出场。
卢蒙最初认为他的父母早已被南苏丹武装力量杀害，但2003年他得以与在内罗毕附近生活的母亲和家人重聚。他于2006年12月首次回到故乡。2008年他再次返回苏丹，并与一家名为苏丹日出的组织合作在当地兴建学校与教堂。2009年初，卢蒙带着他的弟弟亚历克斯（Alex）与彼得（Peter）回到美国。两人后来与卢蒙一样成为了田径运动员，彼得就读于北亚利桑那大学，而亚历克斯则就读于俄亥俄州立大学。
卢蒙的自传《为生活而奔跑》（Running for My Life）于2012年出版。